# Associazione Calcio Padova 1958-1959
Questa pagina raccoglie i dati riguardanti l'Associazione Calcio Padova nelle competizioni ufficiali della stagione 1958-1959.

## Stagione
Nel campionato di Serie A 1958-1959 il Padova si classificò al settimo posto con 34 punti, a pari merito con il Lanerossi Vicenza e il Napoli.
In Coppa Italia la squadra venne eliminata ai quarti di finale dall'Internazionale, dalla quale fu sconfitto 3-2 in casa.

## Rosa
| N. |                   | Ruolo | Calciatore          |
| -- | ----------------- | ----- | ------------------- |
|    | Italia (bandiera) | P     | Antonio Pin         |
|    | Italia (bandiera) | P     | Giorgio Bolognesi   |
|    | Italia (bandiera) | D     | Ivano Blason        |
|    | Italia (bandiera) | D     | Aurelio Scagnellato |
|    | Italia (bandiera) | D     | Aldo Secco          |
|    | Italia (bandiera) | D     | Luigi Zannier       |
|    | Italia (bandiera) | C     | Paolo Ferrari       |
|    | Italia (bandiera) | C     | Giuseppe Galtarossa |
|    | Italia (bandiera) | C     | Renato Luosi        |
|    | Italia (bandiera) | C     | Giacomo Mari        |
|    | Italia (bandiera) | C     | Silvano Moro        |

| N. |                      | Ruolo | Calciatore       |
| -- | -------------------- | ----- | ---------------- |
|    | Italia (bandiera)    | C     | Sergio Pison     |
|    | Italia (bandiera)    | C     | Carlo Vomiero    |
|    | Italia (bandiera)    | A     | Guido Bona       |
|    | Italia (bandiera)    | A     | Enore Boscolo    |
|    | Italia (bandiera)    | A     | Sergio Brighenti |
|    | Italia (bandiera)    | A     | Celestino Celio  |
|    | Italia (bandiera)    | A     | Amos Mariani     |
|    | Argentina (bandiera) | A     | Humberto Rosa    |
|    | Italia (bandiera)    | A     | Giuliano Turatti |
|    | Italia (bandiera)    | A     | Eliseo Zerlin    |

## Risultati

### Serie A

#### Girone di andata
| 21 settembre 1958 1ª giornata | Padova | 3 – 3 | Roma |  |

| 28 settembre 1958 2ª giornata | Inter | 3 – 0 | Padova |  |

| 5 ottobre 1958 3ª giornata | Padova | 1 – 4 | Juventus |  |

| 12 ottobre 1958 4ª giornata | Alessandria | 1 – 3 | Padova |  |

| 19 ottobre 1958 5ª giornata | Padova | 1 – 0 | Bologna |  |

| 26 ottobre 1958 6ª giornata | Bari | 1 – 0 | Padova |  |

| 2 novembre 1958 7ª giornata | Napoli | 2 – 1 | Padova |  |

| 16 novembre 1958 8ª giornata | Padova | 1 – 1 | Fiorentina |  |

| 23 novembre 1958 9ª giornata | SPAL | 0 – 2 | Padova |  |

| 30 novembre 1958 10ª giornata | Padova | 4 – 2 | Genoa |  |

| 7 dicembre 1958 11ª giornata | Sampdoria | 3 – 0 | Padova |  |

| 21 dicembre 1958 12ª giornata | Padova | 2 – 1 | Udinese |  |

| 28 dicembre 1958 13ª giornata | L.R. Vicenza | 3 – 2 | Padova |  |

| 4 gennaio 1959 14ª giornata | Padova | 3 – 0 | Lazio |  |

| 11 gennaio 1959 15ª giornata | Milan | 4 – 1 | Padova |  |

| 18 gennaio 1959 16ª giornata | Padova | 4 – 0 | Torino |  |

| 25 gennaio 1959 17ª giornata | Triestina | 2 – 4 | Padova |  |

#### Girone di ritorno
| 1º febbraio 1959 18ª giornata | Roma | 1 – 1 | Padova |  |

| 8 febbraio 1959 19ª giornata | Padova | 2 – 0 | Inter |  |

| 15 febbraio 1959 20ª giornata | Juventus | 2 – 1 | Padova |  |

| 22 febbraio 1959 21ª giornata | Padova | 0 – 0 | Alessandria |  |

| 2 marzo 1959 22ª giornata | Bologna | 2 – 0 | Padova |  |

| 15 marzo 1959 23ª giornata | Padova | 0 – 0 | Bari |  |

| 22 marzo 1959 24ª giornata | Padova | 0 – 0 | Napoli |  |

| 29 marzo 1959 25ª giornata | Fiorentina | 3 – 0 | Padova |  |

| 5 aprile 1959 26ª giornata | Padova | 2 – 1 | SPAL |  |

| 12 aprile 1959 27ª giornata | Genoa | 2 – 1 | Padova |  |

| 19 aprile 1959 28ª giornata | Padova | 2 – 1 | Sampdoria |  |

| 26 aprile 1959 29ª giornata | Udinese | 1 – 2 | Padova |  |

| 17 maggio 1959 30ª giornata | Padova | 3 – 1 | L.R. Vicenza |  |

| 24 maggio 1959 31ª giornata | Lazio | 1 – 1 | Padova |  |

| 28 maggio 1959 32ª giornata | Padova | 0 – 1 | Milan |  |

| 2 giugno 1959 33ª giornata | Torino | 3 – 1 | Padova |  |

| 7 giugno 1959 34ª giornata | Padova | 2 – 2 | Triestina |  |

### Coppa Italia
| Arbitro: | Liverani (Torino) |

|                     |           |                                       |
| Rosa 62’ Zerlin 85’ | Marcatori | 39’ Firmani 44’ Rizzolini 73’ Masiero |

## Statistiche

### Statistiche di squadra
| Competizione | Punti | In casa | In casa | In casa | In casa | In casa | In casa | In trasferta | In trasferta | In trasferta | In trasferta | In trasferta | In trasferta | Totale | Totale | Totale | Totale | Totale | Totale | DR |
| Competizione | Punti | G       | V       | N       | P       | Gf      | Gs      | G            | V            | N            | P            | Gf           | Gs           | G      | V      | N      | P      | Gf     | Gs     | DR |
| ------------ | ----- | ------- | ------- | ------- | ------- | ------- | ------- | ------------ | ------------ | ------------ | ------------ | ------------ | ------------ | ------ | ------ | ------ | ------ | ------ | ------ | -- |
| Serie A      | 34    | 17      | 9       | 6       | 2       | 30      | 18      | 17           | 4            | 2            | 11           | 20           | 34           | 34     | 13     | 8      | 13     | 50     | 52     | -2 |
| Coppa Italia |       | 1       | 0       | 0       | 1       | 2       | 3       | -            | -            | -            | -            | -            | -            | 1      | 0      | 0      | 1      | 2      | 3      | -1 |
| Totale       |       | 18      | 9       | 6       | 3       | 32      | 21      | 17           | 4            | 2            | 11           | 20           | 34           | 35     | 13     | 8      | 14     | 52     | 55     | -3 |

### Statistiche dei giocatori
Nel computo delle reti si aggiungano 4 autogol a favore.
| Giocatore      | Serie A  | Serie A | Coppa Italia | Coppa Italia | Totale   | Totale |
| Giocatore      | Presenze | Reti    | Presenze     | Reti         | Presenze | Reti   |
| -------------- | -------- | ------- | ------------ | ------------ | -------- | ------ |
| A. Pin         | 34       | -52     | 1            | -2           | 35       | -54    |
| G. Bolognesi   | -        | -       | 1            | -1           | 1        | -1     |
| I. Blason      | 33       | 0       | 1            | 0            | 34       | 0      |
| A. Scagnellato | 34       | 0       | 1            | 0            | 35       | 0      |
| A. Secco       | 12       | 0       | 1            | 0            | 13       | 0      |
| L. Zannier     | 31       | 1       | 1            | 0            | 32       | 1      |
| P. Ferrari     | 4        | 0       | ?            | ?            | 4+       | 0+     |
| G. Galtarossa  | 2        | 0       | ?            | ?            | 2+       | 0+     |
| R. Luosi       | 8        | 1       | 1            | 0            | 9        | 1      |
| G. Mari        | 26       | 1       | 1            | 0            | 27       | 1      |
| S. Moro        | 23       | 4       | ?            | ?            | 23+      | 4+     |
| S. Pison       | 21       | 1       | ?            | ?            | 21+      | 1+     |
| C. Vomiero     | 2        | 0       | 1            | 0            | 3        | 0      |
| G. Bona        | 2        | 0       | 1            | 0            | 3        | 0      |
| E. Boscolo     | 6        | 0       | ?            | ?            | 6+       | 0+     |
| S. Brighenti   | 33       | 18      | ?            | ?            | 33+      | 18+    |
| C. Celio       | 25       | 1       | 1            | 0            | 26       | 1      |
| A. Mariani     | 31       | 9       | ?            | ?            | 31+      | 9+     |
| H. Rosa        | 30       | 4       | 1            | 1            | 31       | 5      |
| G. Turatti     | 0        | 0       | ?            | ?            | 0+       | 0+     |
| E. Zerlin      | 17       | 6       | 1            | 1            | 18       | 7      |